# Baal-Qarnaim
Baal-Qarnaim war ein punischer Gott, der nach zwei Bergspitzen am Golf von Tunis (damals Karthago) benannt wurde und „Herr der beiden Hörner“ bedeutet. Die Griechen setzten ihn mit Kronos und die Römer mit Saturnus gleich. In römischer Zeit wurde er Saturn Balcarnensis genannt. Es ist anzunehmen, dass er eine lokale Erscheinungsform von Baal-Hammon war.